# Jan Schelvis

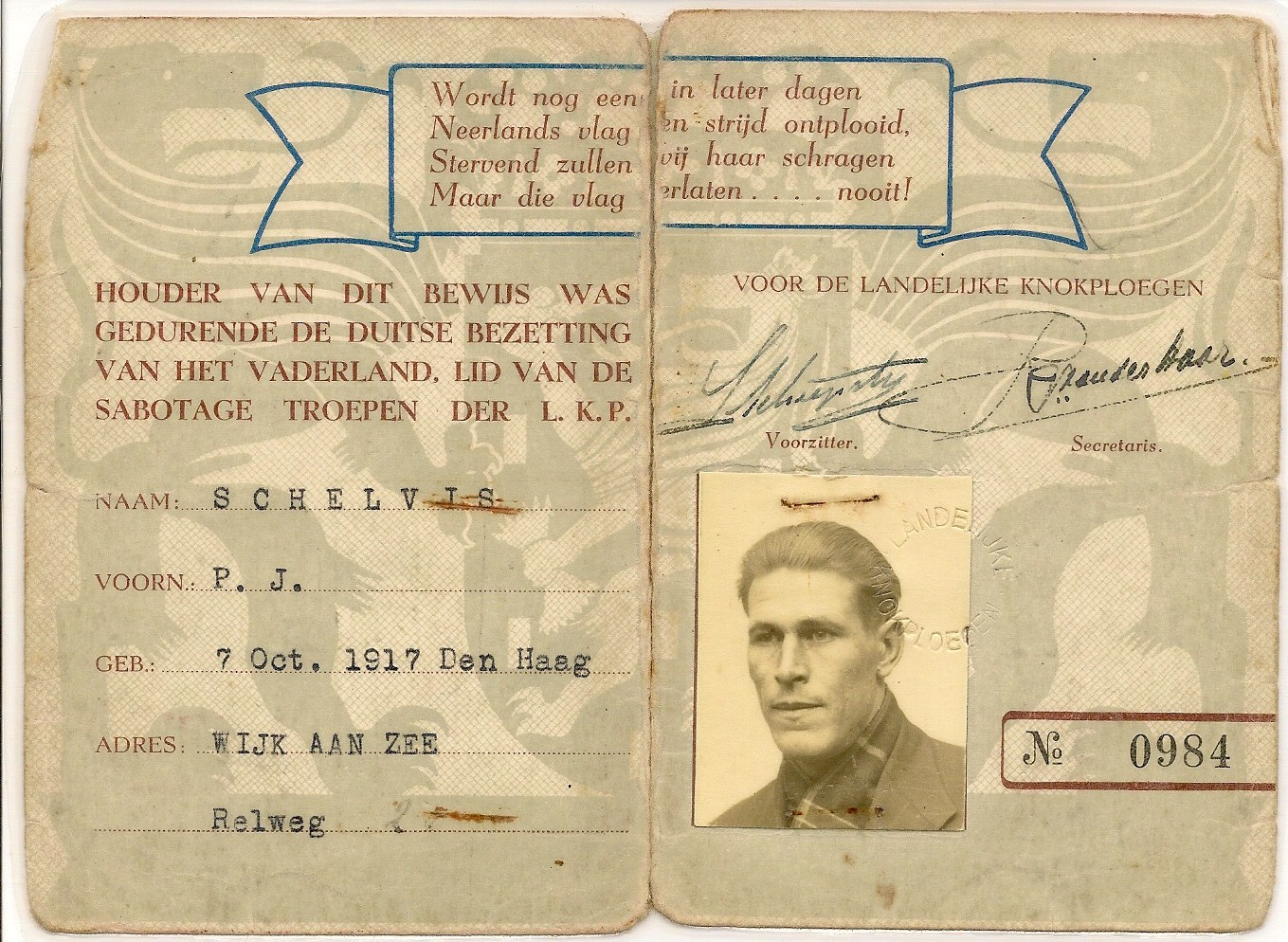
Verzets ID-kaart P.J. Schelvis

Petrus Johannes ('Jan') Schelvis (Den Haag, 7 oktober 1917 - Beverwijk, 7 mei 1992) was een Nederlands militair, verzetsstrijder, Engelandvaarder en drager van het Verzetsherdenkingskruis. 
Schelvis vervulde zijn dienstplicht bij het 21ste Regiment Infanterie, lichting 1937.

## Nederland
In april 1941 wilde Jan Schelvis proberen om naar Engeland te gaan. De groep bestond waarschijnlijk uit 11 personen, onder wie Jan Kuenen, die voor de motor had gezorgd, Piet Coenen, Kees van der Poel, Krijn Slings en Karel Veltman. In de nacht van 19 op 20 april 1941 probeerde de groep vanuit Wijk aan Zee te vertrekken. Ze hoopten dat de Duitsers de verjaardag van Hitler die nacht zouden vieren en daarom minder op de haven zouden letten. Schelvis kon onverwacht niet mee wegens een sterfgeval in zijn familie. Op 21 april werd hij gearresteerd en naar het Oranjehotel gebracht. Een maand later werd hij weer vrijgelaten.
Op 24 juni 1941 werd een aanklacht tegen Schelvis en Hendrik van der Wel ingediend wegens hulp aan twee jongens die reddingsboot mrsb Salomon Dedel hadden gestolen en daarmee een poging tot vlucht vanuit IJmuiden hadden ondernomen, welke poging mislukte. Het Marinegericht sprak hem op 19 juli vrij wegens gebrek aan bewijs. 
Van 5 september 1944 tot 24 september 1945 diende hij bij de Binnenlandse Strijdkrachten Gewest 11, Noord-Holland Noord. Daarna werd hij als oorlogsvrijwilliger ingedeeld bij het 1-4de Regiment Infanterie, waar hij per 1 november 1945 de rang van korporaal kreeg.

## Nederlands-Indë
Op 1 december 1945 vertrok hij uit Nederland, twee dagen later kwam hij in Engeland aan. Op 3 december 1945 werd Schelvis als oorlogsvrijwilliger uitgezonden naar Nederlands-Indië. Hij vertrok uit Southampton aan boord van de MS Alcantara. Op 10 januari 1946 passeerde hij de keerkring. De Alcantara lag van 30 januari tot 27 maart 1946 in Malakka, waarna Schelvis op 30 maart in Tanjung Priok aankwam. Hij kwam eerst bij het Motortransport "W" Brigade en op 12 mei werd hij overgeplaatst naar de Staf 1-4-Regiment Infanterie.
Op 31 mei 1948 vertrok hij uit Nederlands-Indië aan boord van de SS Kota Baroe. Op 17 juni passeerde hij opnieuw de keerkring.

## Nederland
Terug in Rotterdam werd hij geplaatst bij het 4de Regiment Infanterie. Hij werd ontheven van zijn verbintenis als oorlogsvrijwilliger en ging met groot verlof. Op 1 juli 1950 werd hij overgeplaatst naar het Garde Regiment Prinses Irene.
In februari 1953 namen Jan Schelvis en zijn broer Gerard Schelvis en de heer Henricus Augustinus Slaman uit Velsen-Noord mee naar Middelharnis om hulp te bieden aan de slachtoffers van de watersnood. Ze hadden een Amerikaanse motorbarkas, die hier eigenlijk niet zo geschikt voor was, maar zij slaagden er toch in tientallen mensen uit hun benarde posities te verlossen. Ze kregen hiervoor een pluim van Jacob Algera, die toen Minister van Verkeer en Waterstaat was.
Bij de Nationale Reserve was hij als vrijwilliger twee jaar verbonden bij het Korps Luchtwachtdienst vanaf 17 juni 1954, maar die periode werd verlengd. Op 1 oktober 1957 werd hij eervol uit de dienst ontslagen.

## Onderscheiden
- Verzetsherdenkingskruis
- Ereteken voor Orde en Vrede met de gespen 1946-1947-1948
- Mobilisatie-Oorlogskruis